# 龍徳寺 (鳥取県若桜町)
龍徳寺（竜徳寺、りゅうとくじ）は鳥取県八頭郡若桜町にある曹洞宗の寺院。

## 寺院の概要
曹洞宗の寺院で、山号は萬祥山。戦国時代末期から江戸時代初期に若桜鬼ケ城城主として若桜宿を治めた山崎家盛と一族の菩提寺である。釈迦牟尼を本尊とし、脇仏として観世音菩薩を有する。
広い境内を有し、堂内から庭園を眺めると、その向こうには三倉富士と呼ばれる山が一望され、佳景として知られる。
併設する幼稚園は宗教情操教育を行うことで有名だった。毎年の夏、寺では小中学生を集めた泊まり込みの坐禅会を行っており、「緑陰の集い」として知られている。

## 歴史

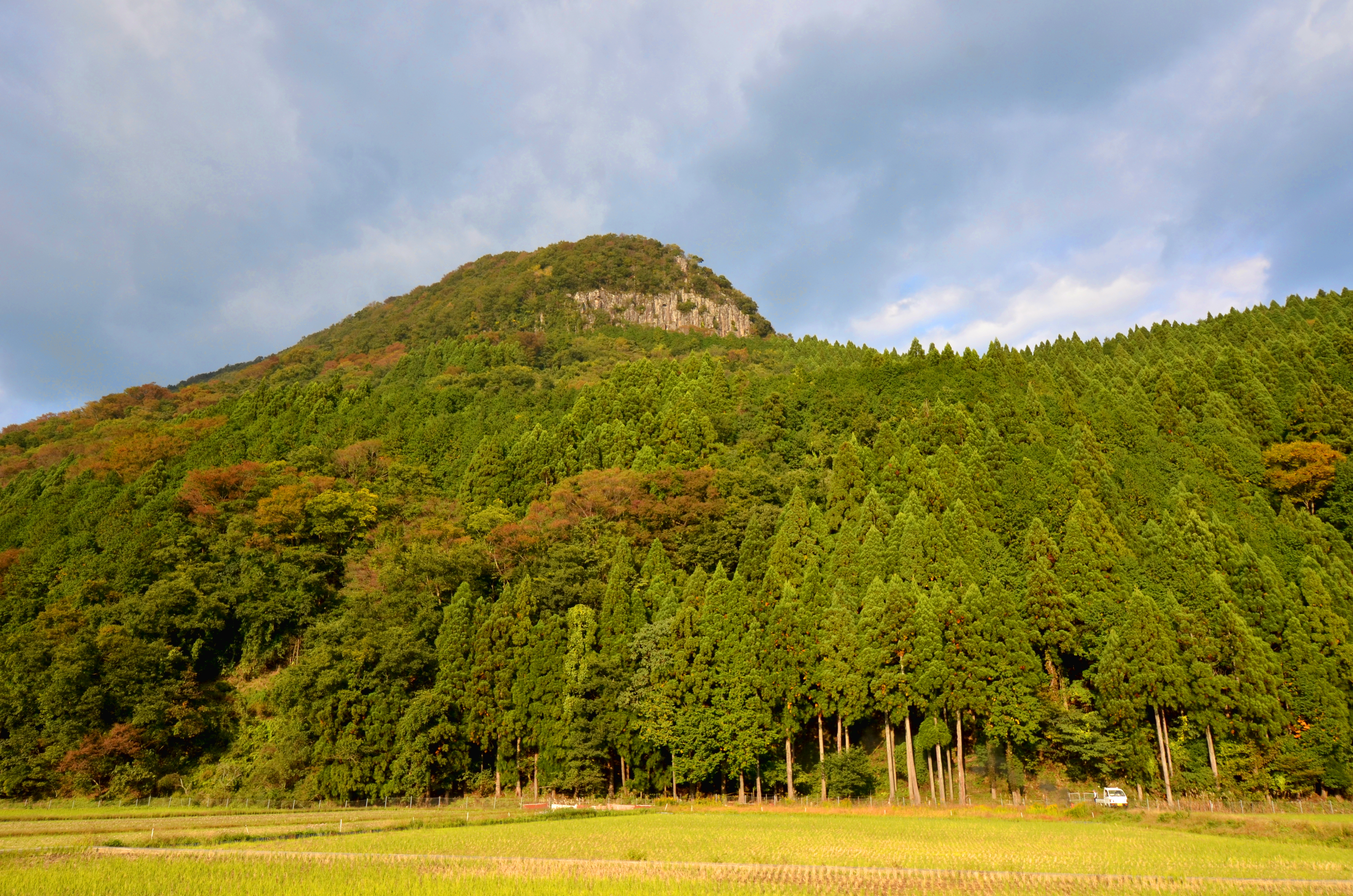
草創期は用呂の「千石岩」の下にあったと伝わる。

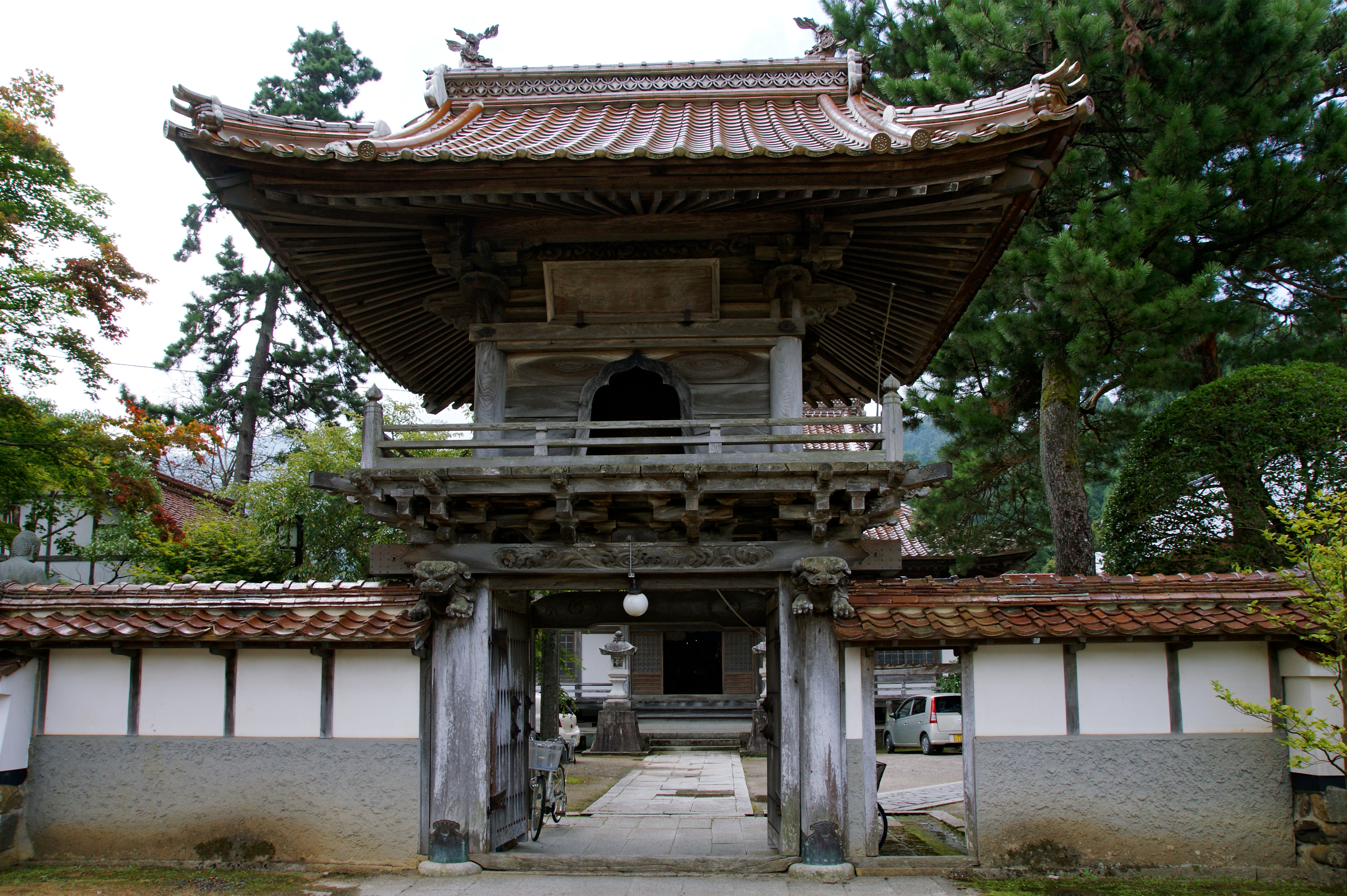
山門

龍徳寺の開山は享禄2年（1529年）とされている。当時、因幡国を代表する曹洞宗の寺として、因幡国西部の鹿野に譲伝寺があった。その6代住職の琴雪長素（きんせつちょうそ）が、八東郡の用呂村（現在の八頭町用呂）の「千石岩」の下に堂宇を開いたのが龍徳寺の創始と伝わる。
用呂村にはこれとは別に、天台宗の毫照寺という寺院があり、戦国時代に一帯を支配した若桜鬼ヶ城の矢部氏の庇護を受けていた。しかし天正年間（1573年 - 1591年）に豊臣秀吉が因幡への侵攻を開始し、その侵入経路となった用呂では戦火によって毫照寺を焼失したという。龍徳寺もこの時期に3代住職の祖山宗印によって、八東川を挟んで対岸の高野村（現在の若桜町高野）へ移転し、石頭院と号した。
その後、寺は一時的に三倉村（現在の若桜町三倉。）に境内地を変え、慶長7年（1602年）に若桜鬼ケ城の城主山崎家盛が山崎家の菩提寺と定めて若桜宿鉄砲町（現在地）に遷した。このときに山号を萬祥山とし、寺号を龍徳寺と改めた。
江戸時代には譲伝寺の末寺に位置づけられていたが、龍徳寺自身も近傍4寺を末寺としており、鳥取藩によって寺領約1反（1石5斗）を安堵された。

### 影響力
草創期から江戸時代初期にかけて、創始者の琴雪長素を祖とする一派は因幡国や伯耆国各地に広がった。彼らが興した寺院としては、岩美町の瑞泉寺（竹翁玄虎開山）、若桜の観音寺（祖山宗印開山）、鹿野の雲竜寺（忠岳宗恕開山）、鳥取の天徳寺（梅萼永麘開山）などがある。

## 文化財
境内には山崎家盛の遺髪塔（元和三年五月十八日の銘、高さは五尺五寸）があり、同じ基壇の上に十数基の五輪塔が祀られている。
山号額は月舟宗胡（1618年-1696年）による作。また、寺に伝わる梵鐘の銘は江戸時代中期の僧、面山によるもの。境内の観音堂は西国33ヶ所の観音菩薩を祀っている。
1991年に行われた環境庁（現環境省）による「自然環境保全基礎調査」では、樹高25メートル、幹の周囲6メートルになる境内のイチョウの大木が「龍徳寺のイチョウ」として掲載されており、推定樹齢300年となっている。

## ギャラリー

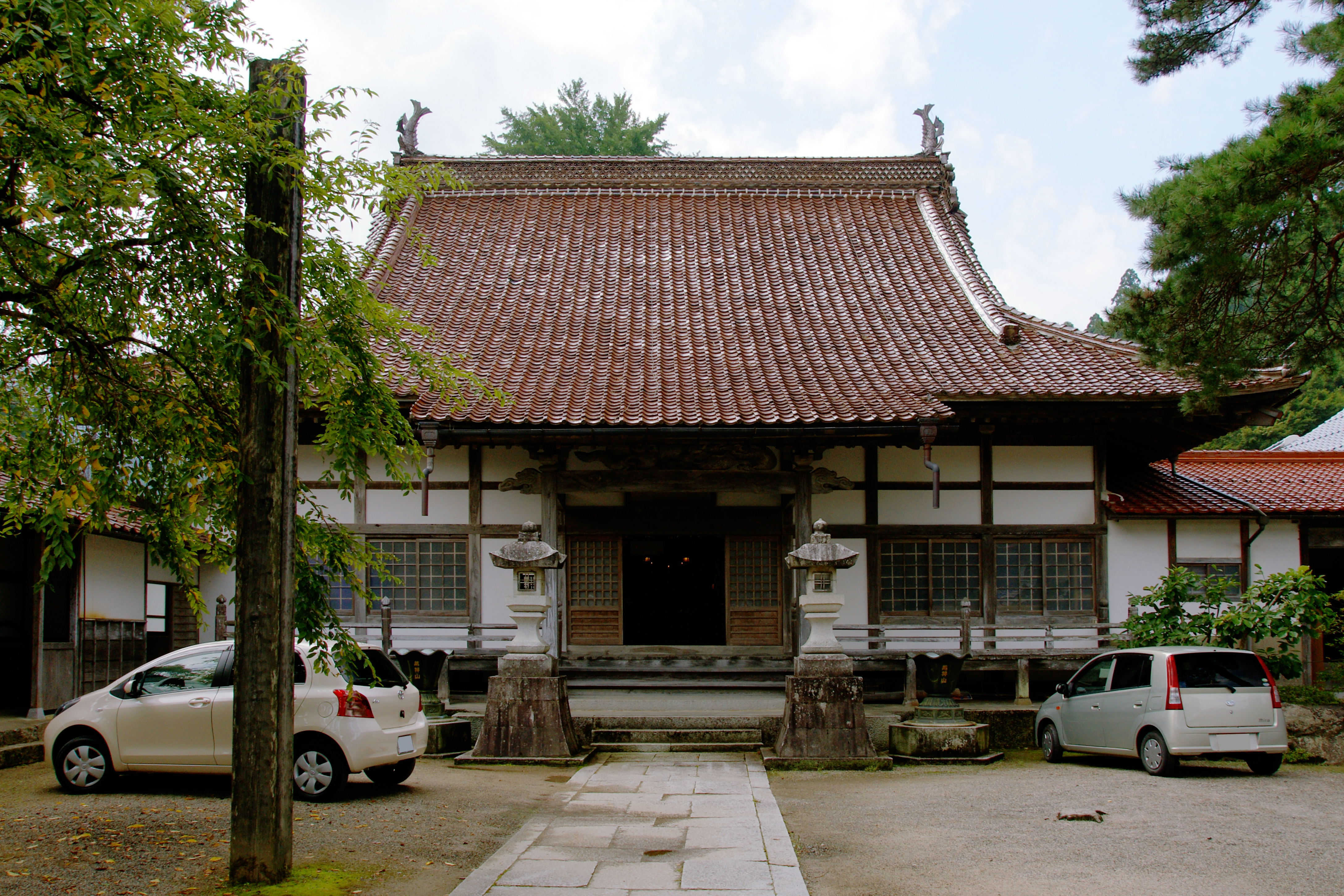
本堂
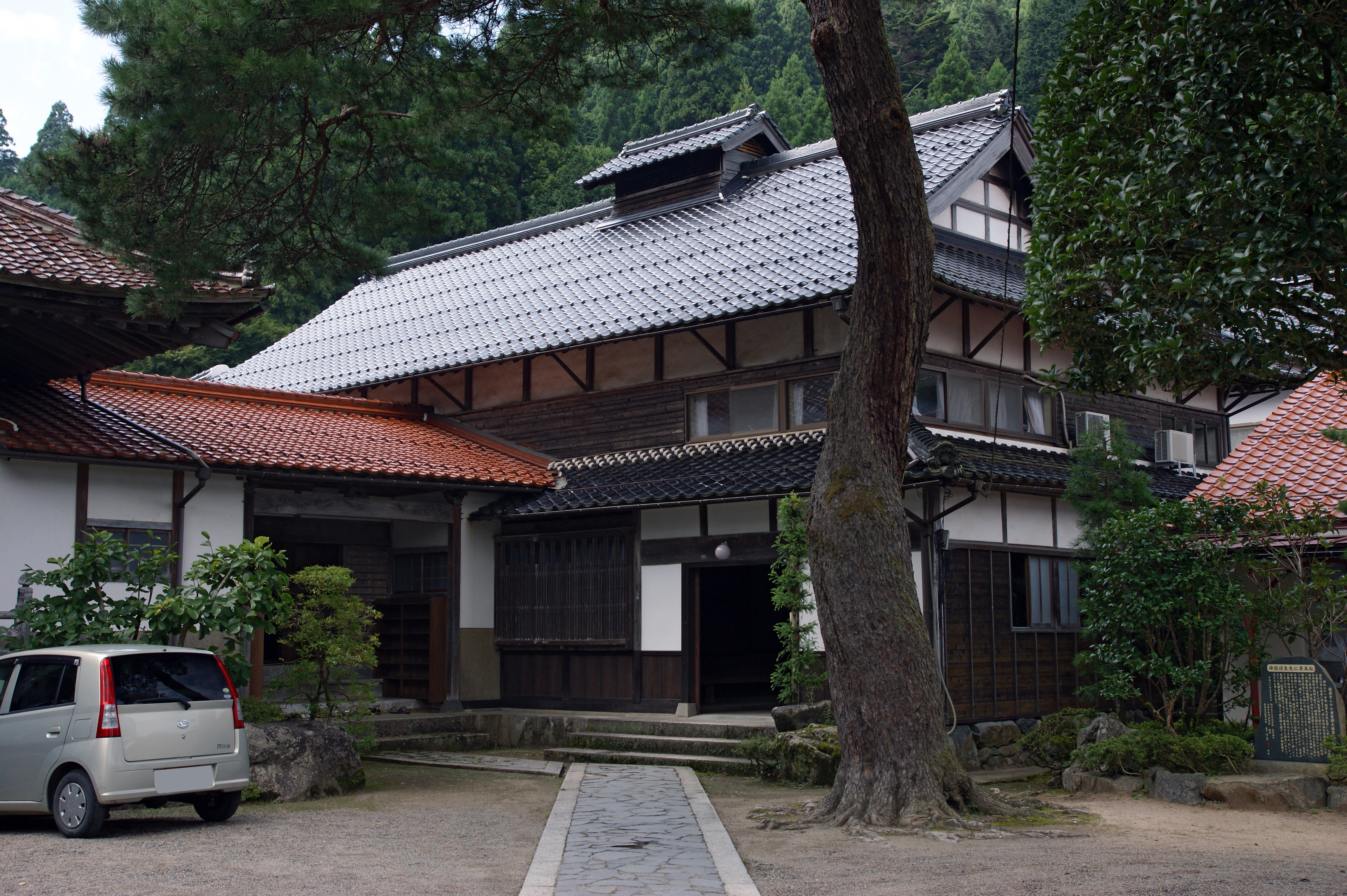
庫裏
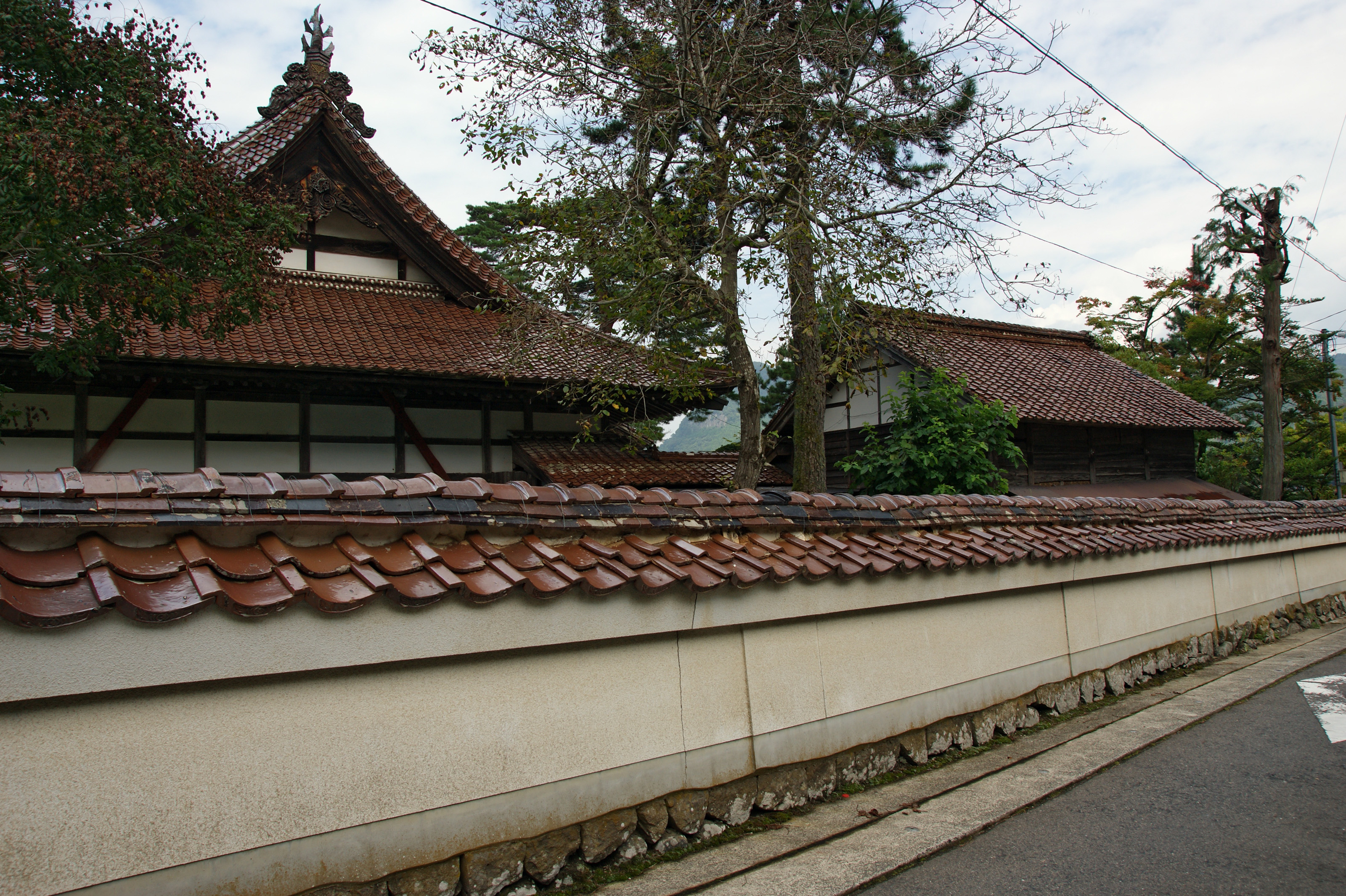
塀
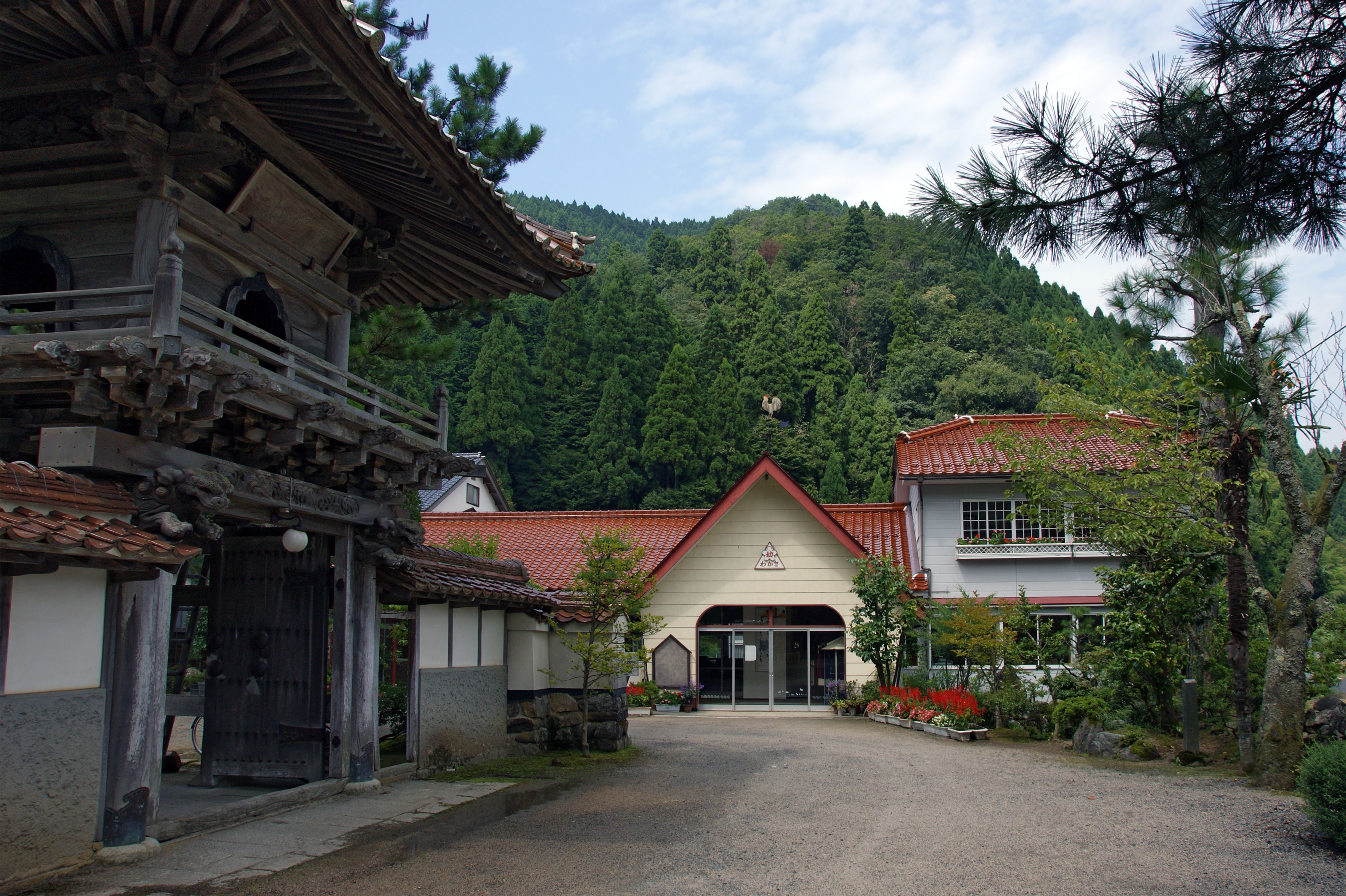
わかさ幼稚園（境内地に隣接)